# Eretmocerus flavus
Eretmocerus flavus is een vliesvleugelig insect uit de familie Aphelinidae. De wetenschappelijke naam is voor het eerst geldig gepubliceerd in 1996 door Krishnan & Vasantharaj David.